# Les Légions Noires
A Les Légions Noires (ismert angolul a The Black Legions vagy rövidítve az LLN néven) 1993 és 1997 között működött black metal mozgalom, amelyet egy csoportnyi francia zenész hozott létre. A legtöbb előadó Brest településen és környékén munkálkodott. A mozgalom együttesei kiadásaikat általában nagyon kevés példányszámban adatták ki, gyakran épphogy csak annyit, hogy jusson a kör többi tagjának. A Les Légions Noires fontos szerepet betöltő zenei kiadói a Drakkar Productions, az End All Life Productions és a Full Moon Productions.

## Története
Valószínűleg a mozgalom az 1980-as évek végén és az 1990-es évek elején jött létre, egy válaszként a korai norvég black metal mozgalomra. A Terrorizer magazin szerint: „egy csomó hullasminkelt karakter olyan együtteseket hozott létre, mint a Mütiilation, a Torgeist és a Vlad Tepes, magukat 'a fekete légió'-nak nevezte és egy tribute-ot hozott létre a norvég black metal hősöknek, mint például a Darkthrone-nak és a Burzumnak, akik évekkel ezelőtt készen voltak arra, hogy terrorizálják a keresztényeket.” Az LLN együtteseinek első kiadásai az 1990-es évek közepén jelentek meg és hatásukat a Terrorizer ugyanabban a számában ismerte el: „soha nem hagyhatjuk ki Franciaországot a sorból, elsősorban mert otthont adott a rejtélyesen befolyásos Black Legions-nak az 1990-es évek közepén.”
Wlad Drakksteim a Vlad Tepes zenekarból azt állította a Petrified magazinnak adott interjújában, hogy nagy hatással volt rájuk a Hellhammer és  a Bathory együttes, szerinte: „Minden igaz black metal hadseregnek a régi Bathory stílusában kéne játszania.” Amikor megkérdezték a „norvég black metal maffiáról”, azt mondta, hogy „a norvég maffia egy csomó 'rossz' dolgot csinált ezzel a világgal. Euronymous halálával minden bizonnyal a Mayhem is halott, és ez így jobb is, mert ez segíthet a black metalnak, hogy visszatérjen a sötétségbe. [Euronymousnak] békében kell most nyugodnia, úgyhogy nem siránkozok miatta. Varg Vikernesről nekem személy szerint nincs véleményem. Nekünk közösen van véleményünk róla, amit ő biztosan tud…”
A Les Légions Noires legismertebb zenekarai a Mütiilation (ami egy egyszemélyes zenekar és William Roussel hozta létre) a Belkètre, a Torgeist és a Vlad Tepes.
Vlad Tepes őszintén elmondta a céljait a black metallal: „Mi vagyunk Sátán fekete légiói, mi vagyunk a fekete császári vér végtelen harcosai. Itt vagyunk, hogy megzavarjuk a keresztény férgeket, akiknek szembe kell nézniük nekik a sötét holokauszttal. Közel van már!”

## Diszkográfia
- Mütiilation: Hail Satanas We Are the Black Legions (1994)
- Vlad Tepes: War Funeral March (1994)
- Vlad Tepes / Belkètre: March to the Black Holocaust (1995)
- Mütiilation: Vampires of Black Imperial Blood (1995)
- Vlad Tepes / Torgeist: Black Legions Metal (1996)
- Belkètre: Ambre Zuèrkl Vuordhrévarhtre (1996)
- Vlad Tepes: La Morte Lune (1997)

## Meghatározó zenészek és együttesek
| Zenészek: AäK = Lord Aäkon Këëtrëh BLT = Lord Beleth'Rim VRD = Vordb Bathor Ecsed (más néven Vordb Dreagvor Uezeerb) WOR = Worlok Drakksteim (más néven Vorlok Drakkstein) WLD = Wlad Drakksteim (más néven Vlad Drakkstein) NFL = Nifleim NAI = Naimlambre KRS = Krissagrazabeth D.K. = D.K. (nem ismert más neve) MYH = William Roussel (más néven Meyhna'ch) ADS = A Dark Soul |  | Tevékenység: ┿ = tag (┿) = volt tag all = összes hangszer dr = dob vo = ének gt = gitár ba = basszusgitár |

| Zenei projekt neve | AäK | BLT   | VRD        | WOR   | WLD      | NFL  | NAI | D.K. | MYH | KRS  | ADS | Kiadásai           |
| ------------------ | --- | ----- | ---------- | ----- | -------- | ---- | --- | ---- | --- | ---- | --- | ------------------ |
| Aäkon Këëtrëh      | ┿   |       |            |       |          |      |     |      |     |      |     | 3 demó             |
| Amaka Hahina       |     | ┿     |            |       |          |      |     |      |     |      |     | 3 demó, 1 CD       |
| Belathuzur         |     |       |            |       |          |      |     |      |     | ┿    |     | 2 demó             |
| Belkètre           | ┿   |       | ┿          |       |          |      |     |      |     |      |     | 4 demó, 1 CD       |
| Black Murder       |     |       | ┿          | ┿     | ┿        |      |     |      |     |      |     | 2 demó             |
| Brenoritvrezorkre  |     |       | (vo,gt,dr) | ┿     |          | dr   |     |      |     |      |     | 4 demó             |
| Dvnaèbkre          |     |       |            | ┿     | ┿        |      |     |      |     |      |     | 1 demó             |
| Dzlvarv            |     |       | ┿          |       |          |      |     |      |     |      |     | 1 demó             |
| Moëvöt             |     |       | ┿          |       |          |      | ┿   |      |     |      |     | 7 demó             |
| Mütiilation        |     |       |            |       |          |      |     |      | ┿   | (dr) |     | 6 CD, 3 EP, 6 demó |
| Satanicum Tenebrae |     |       |            |       |          |      |     |      | all |      |     | 3 demó             |
| Seviss             |     |       |            |       | ┿        |      |     |      |     |      |     | 2 demó             |
| Susvourtre         |     |       | dr         | vo,ba |          |      |     |      |     |      |     | 1 demó             |
| Torgeist           | gt  | gt,vo | ba         |       |          |      |     |      |     |      | dr  | 3 demó, 1 CD       |
| Uatrb Vélèpr       |     |       | ┿          |       |          |      |     |      |     |      |     | 1 demó             |
| Vagézaryavtre      |     |       | gt,vo,ba   |       |          |      |     |      | vo  |      |     | 1 demó             |
| Vérmyapre Kommando |     |       |            | ba    | gt,vo,dr | (dr) |     |      |     |      |     | 1 demó             |
| Vlad Tepes         |     |       |            | ba,vo | vo,gt,dr | (dr) |     | (dr) |     |      |     | 10 demó, 2 CD      |
| Vzaeurvbtre        |     |       | ┿          |       | ┿        |      |     |      |     |      |     | 3 demó             |

## Zenei kiadói
- Drakkar Productions
- Embassy Productions
- Tragic Empire Records